# Estadio Deportivo de Tuvalu
El Estado Deportivo de Tuvalu es un estadio utilizado generalmente para partidos de fútbol localizado en Funafuti, la capital de Tuvalu. Es el único recinto deportivo en todo el país, aunque persisten ciertas dificultades, como el hecho de que el césped no es de gran calidad y hace que una pelota se frene en ciertos sectores de la cancha.
En este lugar se juegan todas las competiciones de fútbol de Tuvalu, la División-A, las copas Independencia, NBT y Navidad y los Juegos de Tuvalu, por lo que todos los clubes de la nación juegan de local en el Estadio Deportivo. La selección de fútbol entrena en el estadio, pero nunca lo usó para jugar ya que jamás se disputó un partido de fútbol internacional en el país.
Recientemente se instalaron paneles solares en el techo que brindan el 5 % de la energía necesaria a Funafuti.